# Otto Leopoldo Winck
Otto Leopoldo Winck (Rio de Janeiro, 1967) é escritor.

## Biografia
Otto Leopoldo nasceu no Rio de Janeiro, chegou a morar em Porto Alegre e radicou em Curitiba desde 1982.

## Carreira
Em 2008 foi contemplado com uma bolsa para uma obra em fase de conclusão da Biblioteca Nacional.
Em 2010 recebeu a bolsa Funarte de Criação Literária, assim produzindo um romance e uma novela

## Prêmios
- 2006: Recebeu prêmio da Academia de Letras da Bahia, pelo romance Jacob; [carece de fontes?]

- 2012: Venceu o Prêmio Minas Gerais de Literatura, na categoria poesia;[1][2]

## Obras
- Jacob, romance, 2006;